# Europoort

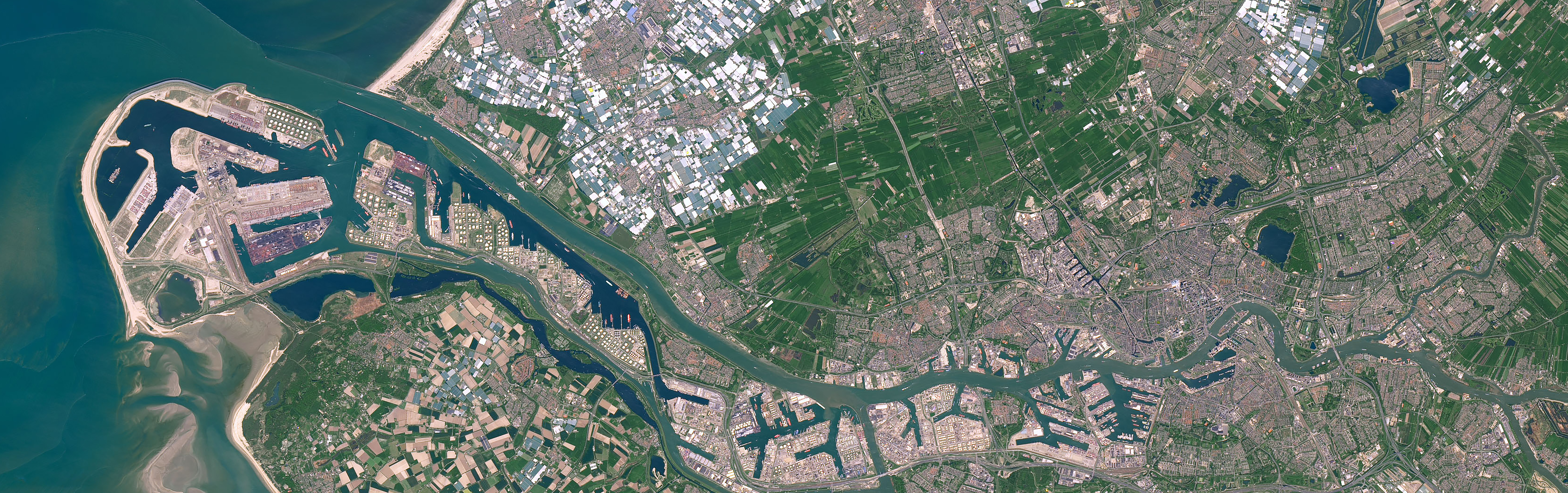
Satellitbild över Rotterdams hamn.

Europoort är ett industri- och hamnområde i den närmast havet belägna delen av Rotterdams hamn. Europort är i första hand en oljehamn och en mycket stor andel av Europas råoljeimport går via Europoort. På området finns också ett flertal oljeraffinaderier. Europoort är också en stor malmhamn, och numera förekommer också omfattande containerhantering. Det finns även ett antal varv i hamnen. Längst västerut på området finns en stor deponi för förorenade muddermassor.
Fartyg med ett djupgående på upp till 24 m kan gå in i hamnen. I hamnen sker omlastning från oceangående fartyg till fartyg som trafikerar floden Rhen och andra inre vattenvägar, samt till andra hamnar i norra Europa (däribland Göteborgs hamn). 
Europoort började att byggas genom utfyllning i havet i slutet av 1950-talet efter att Suezkanalen hade stängts vilket ledde till en utveckling mot allt större fartyg som befintliga hamnar ej klarade. Arbetet pågick till 1964. Området har med muddrade massor från havet och floder fyllts upp väl över havsvattenytans nivå och behöver därför inte skyddas med invallningar och översvämningsbarriärer som de äldre delarna av Rotterdams hamn. En ytterligare stor utbyggnad i havet västerut hade beslutats och arbetet påbörjades 2008. Den nybyggda delen började användas 2013. Den första containerterminalen öppnades 2015. Utbyggnaden av Europoort beräknas vara klar 2030.